# Natalia Palacios Gutiérrez
Natalia Palacios Gutiérrez (La Paz, 1837—1918) va ser una educadora i escriptora boliviana.
Filla de Casimiro Palacios i de Teresa Gutiérrez, matrimoni de classe benestant de La Paz. Entre 1869 i 1873 va residir a Xile. Va dedicar-se a la docència, impartint classes a diverses escoles fins que va assolir el càrrec d'inspectora d'instrucció primària, que va ocupar durant 10 anys. Molt recordada per les seves alumnes, promogué de forma important l'educació en les dones, en una època en què moltes vegades ni tan sols hi assistien.
Hom l'ha considerat, així mateix, l'arquetip de dona boliviana amb inquietuds per activitats socials i educatives de caràcter elevat, sense allunyar-se encara de la idea de feminitat de l'època. Quant a la seva obra, s'emmarca en un moviment diferent i a l'ombra de la literatura oficial lligada encara al Romanticisme, que expressa preferentment preocupacions patriòtiques, filosòfiques i especialment socials. Entre les seves obres hi ha, per exemple, Plegaria a la Virgen de Copacabana (1868) o Bolivia (1890).
Va ser fundadora i membre de la directiva de la Sociedad de Beneficencia de Señoras de La Paz, entitat que va funcionar de 1871 a 1886, dedicada a l'assistència de pobres, malalts i presos; ella mateixa va col·laborar amb un hospital de sang curant els ferits d'una batalla. Val a dir que gràcies al prestigi personal de Palacios i altres, com Modesta Sanjinés, van aconseguir avalar les accions de la societat, apel·lant a les classes benestants bolivianes i al govern local i nacional a fer aportacions econòmiques.
Una escola de La Paz porta el seu nom en homenatge.